# Mònica Van Campen
Mònica Van Campen (Terrassa, Vallès Occidental, 16 de novembre de 1974) és una actriu i model catalana.

## Filmografia principal

### Pel·lícules
- 1995: Aquí hacemos los sueños realidad
- 1995: Atolladero
- 1995: Palace
- 1996: Un assumpte intern
- 2000: Faust: La revenja és a la sang
- 2000: Prenent-te
- 2002: Alas rotas
- 2003: Comarcal 130
- 2004: Cota vermella
- 2004: Inconscients
- 2005: Princesas
- 2007: Juego
- 2009: 9

### Sèries de televisió
- 1994: Estació d'enllaç (episodi L'espot)
- 1996: Oh! Espanya (episodi Canàries)
- 1999: Plats bruts (episodi Tinc una fan)
- 1999: Sota el signe de... (episodi Lleó)
- 2001: Policías, en el corazón de la calle (episodi La sangre aúlla)
- 2003-2006: El comisario (4 episodis)
- 2004: Hospital Central (episodi Secretos y engaños)
- 2004: Los 80 (3 episodis)
- 2007: Lo Cartanyà (episodi Miami)
- 2005-2008: Mi querido Klikowsky (65 episodis)